# 集装箱关务公约
集装箱关务公约（英語：Customs Convention on Containers），是世界海关组织分别于1956年、1972年制订的公约。1972年公约在瑞士日内瓦通过，于1975年12月6日生效，并取代了1956年公约，公约的保存人是联合国秘书长。

## 1972年公约背景
各缔约国深愿发展和推进国际集装箱运输，为此制订本公约各条款。

## 1972年公约内容
公约（第二章）主要规定了集装箱暂时入口的便利、程序、条件和特殊情况，其附件列明了关于集装箱标记的规定、暂时入口手续的规定、在国内运输使用的规定、相关技术规定条例和核准程序。